# A Thousand Suns
Albums de Linkin Park
Minutes to Midnight
(2007) Living Things
(2012)
Singles
1. The Catalyst
Sortie : 2 août 2010
2. Waiting for the End
Sortie : 1er octobre 2010
3. Burning in the Skies
Sortie : 21 mars 2011
4. Iridescent
Sortie : 27 mai 2011

A Thousand Suns est le quatrième album studio du groupe de rock américain Linkin Park, sorti le 8 septembre 2010. L'album est intégralement écrit par le groupe et coproduit par le chanteur Mike Shinoda et Rick Rubin, avec qui ils avaient déjà collaboré pour produire Minutes to Midnight (2007). Le premier single tiré de l'album, The Catalyst, est diffusé sur les radios, et mis en vente en ligne le 2 août 2010.
A Thousand Suns est un album concept qui traite de la guerre nucléaire et des thèmes de la guerre en général. Mike Shinoda déclare, lors d'une interview accordée à MTV, que « sur cet enregistrement, le concept mélange les idées humaines avec les technologies […] Les peurs humaines, ta peur par rapport à ce qu'il va advenir du monde, la musique fait référence à ce genre de choses. » Le titre de l'album vient du Sanskrit Hindou, le Bhagavad-Gîtâ : « Si l'éclat d'un millier de soleils devait irradier d'un seul et même endroit dans le ciel, cela ressemblerait à la splendeur de La Puissante »), citation rendue fameuse par Robert Oppenheimer en 1945, en référence à la bombe atomique ; il a décrit l'arme comme « as bright as a thousand suns » (« aussi claire que mille soleils »). Le morceau The Radiance fait une autre référence à Oppenheimer, samplant une de ses citations (« Now i am become death, the destroyer of worlds »), également inspirée de la Bhagavad-Gîtâ.

## Développement

### Annonce
Linkin Park annonce le titre de l'album de manière originale. Sur leur site officiel, une image à fond blanc apparaissait dans laquelle était caché le message More Message coming soon. Puis apparut un message qui était écrit en code binaire. Après traduction, ce message apparaissait sous plusieurs langues. Le message déchiffré a donné le nom de l'album, A Thousand Suns. Dans un autre message, celui-ci contient des paroles avec des lettres manquantes. En regroupant ces lettres, cela forme le futur single The Catalyst. Les paroles provenaient de ce dernier. Puis un nouveau message annonce que l'album était prêt, et que tout le groupe était impatient de le faire écouter aux fans. Mais en saturant certaines couleurs, les fans ont pu découvrir un message caché The Catalyst /// 2 August officialisant la sortie du single The Catalyst. Enfin, Mike Shinoda annonce la sortie de l'album le 14 septembre aux États-Unis, et le 13 septembre en Europe.

### Écriture et production

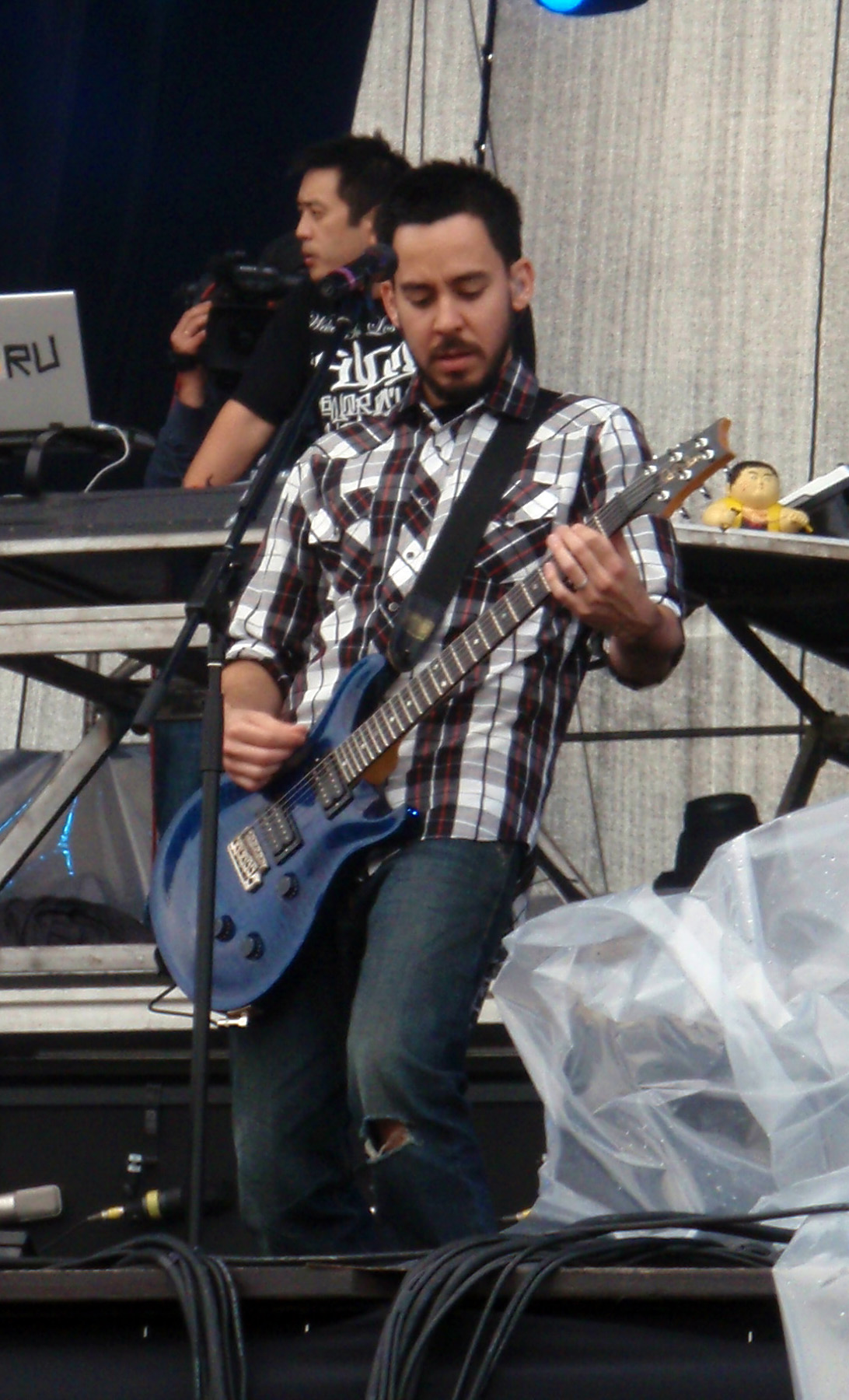
Le chanteur de Linkin Park, Mike Shinoda.

La création de l'album débute en 2008, peu après la sortie de Minutes to Midnight, en 2007. Comme pour leur précédent album, Minutes to Midnight, Shinoda et Rick Rubin sont les producteurs de l'album. Les premières sessions d'enregistrement se déroulent aux NRG Recording Studios de North Hollywood, Los Angeles, en Californie. En novembre 2008, Chester Bennington déclare « Cela est un peu intimidant pour moi, donc je pense que ma confiance en moi-même va baisser, mais lorsque cela nous a été présenté par un de nos amis, nous avons aimé l'idée. C'était une idée inspirante, et c'était quelque chose sur quoi nous avions beaucoup à écrire. » En mai 2009, un article du magazine Billboard est publié dans lequel Shinoda révèle des informations sur l'album. « J'ai l'impression que nous avons beaucoup écrit. J'ai envie de dire que la moitié de l'album est terminée, bien que je ne devrais pas car qui sait combien de temps le prochain lot de chansons va nous prendre. […] toutes les semaines, nous nous réunissons et faisons le point, puis nous allons travailler sur n'importe quoi que nous trouvons excitant. » Il explique également sur quels genres de choses travaillait le groupe. « Ce ne sera pas un Hybrid Theory, ce ne sera pas un Minutes to Midnight, et si nous continuons comme cela, cela devrait être un son à part, qui se définit lui-même, une œuvre particulière, différente de tout ce qui existe en dehors. »
Bennington continue la composition de l'album pendant sa tournée avec Dead by Sunrise pour la promotion de leur album studio Out of Ashes. L'album tire son nom de la citation du texte du Sanskrit Hindou, le Bhagavad-Gîtâ : « Si l'éclat d'un millier de soleils devait irradier d'un seul et même endroit dans le ciel, cela ressemblerait à la splendeur du Tout Puissant. »
Le batteur Rob Bourdon se qualifie, lui et le groupe, de « perfectionnistes » lorsqu'il est interrogé sur leur nouveau projet. « Nous essayons d'être perfectionnistes et de travailler en conséquence. Nous aimons être en studio, et lorsque nous nous y rendons, nous écrivons une tonne de choses. » Bourdon admet que l'album était un gros défi. « Cela fait longtemps que nous écrivons de la musique, donc l'un de nos défis était d'évoluer et créer quelque chose qui continue à susciter notre curiosité et à nous amuser à créer. Pendant longtemps nous avons produit un certain type de musique et exploité nombres de sonorités pour cela. Alors s'extraire de ce processus et nous pousser à grandir est vraiment un défi. » Shinoda refuse de dire qu'il s'agit d'un album-concept.

## Liste des pistes
Toutes les chansons sont écrites et composées par Linkin Park, sauf exceptions écrites.
| 1.    | The Requiem               | 2:01 |
| 2.    | The Radiance              | 0:57 |
| 3.    | Burning in the Skies      | 4:13 |
| 4.    | Empty Spaces              | 0:18 |
| 5.    | When They Come for Me     | 4:55 |
| 6.    | Robot Boy                 | 4:29 |
| 7.    | Jornada del Muerto        | 1:34 |
| 8.    | Waiting for the End       | 3:51 |
| 9.    | Blackout                  | 4:39 |
| 10.   | Wretches and Kings        | 4:15 |
| 11.   | Wisdom, Justice, and Love | 1:38 |
| 12.   | Iridescent                | 4:56 |
| 13.   | Fallout                   | 1:23 |
| 14.   | The Catalyst              | 5:40 |
| 15.   | The Messenger             | 3:03 |
| 47:56 |                           |      |

Morceaux bonus :
- The Catalyst (NoBraiN remix) (bonus pour les acheteurs l'album sur Napster, HMV ou BestBuy).
- Blackbirds - 3:21 (bonus pour ceux qui ont téléchargé l'album sur iTunes, le morceau vient de 8-Bit Rebellion!, un jeu vidéo sous forme d'application pour iPod Touch, iPhone et iPad)

## Classements

### Classements hebdomadaires
| Classement (2010)                         | Meilleure place |
| ----------------------------------------- | --------------- |
| Allemagne (Media Control AG)              | 1               |
| Australie (ARIA)                          | 1               |
| Autriche (Ö3 Austria Top 40)              | 1               |
| Belgique (Flandre Ultratop)               | 2               |
| Belgique (Wallonie Ultratop)              | 4               |
| Canada (Canadian Albums Chart)            | 1               |
| Danemark (Tracklisten)                    | 2               |
| Écosse (OCC)                              | 4               |
| Espagne (Promusicae)                      | 3               |
| États-Unis (Billboard 200)                | 1               |
| États-Unis (Billboard Alternative Albums) | 1               |
| États-Unis (Billboard Hard Rock Albums)   | 1               |
| États-Unis (Billboard Top Rock Albums)    | 1               |
| Finlande (Suomen virallinen lista)        | 6               |
| France (SNEP)                             | 4               |
| Grèce (IFPI)                              | 2               |
| Irlande (IRMA)                            | 4               |
| Italie (FIMI)                             | 1               |
| Japon (Oricon)                            | 2               |
| Norvège (VG-lista)                        | 4               |
| Nouvelle-Zélande (RIANZ)                  | 1               |
| Pays-Bas (Mega Album Top 100)             | 7               |
| Portugal (AFP)                            | 1               |
| Royaume-Uni (UK Albums Chart)             | 2               |
| Royaume-Uni (Rock & Metal Albums)         | 1               |
| Suède (Sverigetopplistan)                 | 5               |
| Suisse (Schweizer Hitparade)              | 1               |

### Classements de fin d'année
| Classement (2010)               | Position |
| ------------------------------- | -------- |
| Japan Oricon albums chart       | 50       |
| Swiss Albums Chart              | 16       |
| US Billboard 200                | 53       |
| US Billboard Alternative Albums | 5        |
| US Billboard Rock Albums        | 7        |
| US Billboard Hard Rock Albums   | 2        |

| Classement (2011)               | Position |
| ------------------------------- | -------- |
| German Albums Chart             | 87       |
| Swiss Albums Chart              | 86       |
| US Billboard 200                | 107      |
| US Billboard Alternative Albums | 12       |
| US Billboard Rock Albums        | 15       |
| US Billboard Hard Rock Albums   | 3        |

## Certifications
| Pays             | Fournisseur | Certifications |
| ---------------- | ----------- | -------------- |
| Allemagne        | BVMI        | 3 × Or         |
| Australie        | ARIA        | Platine        |
| Autriche         | IFPI        | Or             |
| Brésil           | ABPD        | Or             |
| Canada           | CRIA        | Platine        |
| Danemark         | IFPI        | Or             |
| Finlande         | ÄKT/IFPI    | Or             |
| France           | SNEP        | Or             |
| GCC              | IFPI        | Or             |
| Irlande          | IRMA        | Or             |
| Italie           | FIMI        | Or             |
| Japon            | RIAJ        | Or             |
| Nouvelle-Zélande | RIANZ       | Or             |
| Pologne          | ZPAV/OLiS   | Platine        |
| Portugal         | AFP         | Platine        |
| Russie           | NFPP        | Platine        |
| Suisse           | IFPI        | Or             |
| Royaume-Uni      | BPI         | Platine        |
| États-Unis       | RIAA        | Platine        |

## À noter
- Si le disque est exposé à la lumière, il est possible de voir le nom de l'album, le nom du groupe, la liste des pistes ainsi que toutes les informations présentes sur un disque d'album conventionnel.